# 丹尼爾島
丹尼爾島（英語：Daniel Island, Antarctica）是南極洲的島嶼，位於威爾克斯地，處於洪卡拉島以南，屬於斯溫群島的一部分，根據美國海軍拍攝空中照片繪入地圖，現時由南極條約體系管理。